# Mogoșești (gmina w okręgu Jassy)
Mogoșești – gmina w Rumunii, w okręgu Jassy. Obejmuje miejscowości Budești, Hadâmbu, Mânjești i Mogoșești. W 2011 roku liczyła 5242 mieszkańców.